# Зон, Жак
Жак Зон (нидерл. Jacques Zoon; род. 1961, Хейло) — нидерландский флейтист.

## Биография
Окончил гимназию в Алкмаре и Консерваторию имени Свелинка, ученик Коса Верхёла; затем совершенствовал своё мастерство в Канаде, прошёл мастер-классы Джеффри Гилберта и Андраша Адорьяна. Ещё студентом играл в Молодёжном оркестре Нидерландов и Молодёжном оркестре Европейского союза, в том числе под руководством таких дирижёров, как Клаудио Аббадо и Леонард Бернстайн. В 1988—1994 годах солист оркестра Концертгебау; исполнитель концертов Вольфганга Амадея Моцарта, Андре Жоливе, Софии Губайдулиной и др. С 1997 года первая флейта Камерного оркестра Европы, в 1997—2001 годах одновременно первая флейта Бостонского симфонического оркестра. В 1998 году признан газетой «Boston Globe» музыкантом года.
Среди записей Зона — альбом флейтовых пьес Филиппа Гобера, два концерта Теодора Верхея.
В 1988—1992 годах преподавал в Роттердамской консерватории, в 1994—1997 годах в школе музыки Университета Индианы. С 2002 года преподаёт в Женевской консерватории, а также в Берлинской Высшей школе музыки имени Эйслера; кроме того, с 2008 года профессор Высшей школы музыки королевы Софии в Мадриде.
Помимо исполнительства и преподавания, Жак Зон занимается конструированием новых моделей своего инструмента, используя в качестве материала дерево (при том, что большинство высокопрофессиональных современных инструментов изготавливаются из серебра или золота). Новации Зона в этой области вызывают интерес ряда коллег, отмечающих, что у звука его инструментов есть свои преимущества.